# Челнавский сельсовет
Челнавский сельсовет — сельское поселение в Тамбовском районе Тамбовской области Российской Федерации.
Административный центр — село Селезни.

## История
Статус и границы сельского поселения установлены Законом Тамбовской области от 17 сентября 2004 года № 232-З «Об установлении границ и определении места нахождения представительных органов муниципальных образований в Тамбовской области».

## Население
| 2010  | 2012  | 2013  | 2014  | 2015  | 2016  | 2017  |
| ----- | ----- | ----- | ----- | ----- | ----- | ----- |
| 2119  | ↘2109 | ↘2056 | ↘1976 | ↘1946 | ↘1890 | ↗1892 |
| 2018  | 2019  | 2020  | 2021  |       |       |       |
| ↘1881 | ↗1900 | ↘1860 | ↗2170 |       |       |       |

## Состав сельского поселения
| № | Населённый пункт | Тип населённого пункта       | Население |
| - | ---------------- | ---------------------------- | --------- |
| 1 | Малиновка 2-я    | деревня                      | ↘235      |
| 2 | Селезни          | село, административный центр | ↘1884     |